# Gordonville, Alabama
Gordonville là một thị trấn thuộc quận Lowndes, tiểu bang Alabama, Hoa Kỳ. Dân số năm 2009 là 293 người, mật độ đạt 20 người/km².